# Cycnoches
Cycnoches – rodzaj roślin z rodziny storczykowatych (Orchidaceae). Obejmuje 33 gatunki występujące w Ameryce Środkowej i Południowej w takich krajach jak: Belize, Boliwia, Brazylia, Kolumbia, Kostaryka, Ekwador, Gujana, Gujana Francuska, Gwatemala, Honduras, Meksyk, Nikaragua, Panama, Peru, Surinam, Wenezuela.

## Systematyka
Rodzaj sklasyfikowany do podplemienia Catasetinae w plemieniu Cymbidieae, podrodzina epidendronowe (Epidendroideae), rodzina storczykowate (Orchidaceae), rząd szparagowce (Asparagales) w obrębie roślin jednoliściennych.
Wykaz gatunków
- Cycnoches aureum Lindl. & Paxton
- Cycnoches barthiorum G.F.Carr & Christenson
- Cycnoches bennettii Dodson
- Cycnoches brachydactylon Schltr.
- Cycnoches carrii Christenson
- Cycnoches chlorochilon Klotzsch
- Cycnoches christensonii D.E.Benn.
- Cycnoches cooperi Rolfe
- Cycnoches dianae Rchb.f.
- Cycnoches egertonianum Bateman
- Cycnoches farnsworthianum D.E.Benn. & Christenson
- Cycnoches glanduliferum Rolfe
- Cycnoches guttulatum Schltr.
- Cycnoches haagii Barb.Rodr.
- Cycnoches herrenhusanum Jenny & G.A.Romero
- Cycnoches jarae Dodson & D.E.Benn.
- Cycnoches lehmannii Rchb.f.
- Cycnoches loddigesii Lindl.
- Cycnoches lusiae G.A.Romero & Garay
- Cycnoches maculatum Lindl.
- Cycnoches manoelae P.Castro & Campacci
- Cycnoches pachydactylon Schltr.
- Cycnoches pentadactylon Lindl.
- Cycnoches peruvianum Rolfe
- Cycnoches powellii Schltr.
- Cycnoches quatuorcristis D.E.Benn.
- Cycnoches rossianum Rolfe
- Cycnoches schmidtianum Christenson & G.F.Carr
- Cycnoches stenodactylon Schltr.
- Cycnoches suarezii Dodson
- Cycnoches thurstoniorum Dodson
- Cycnoches ventricosum Bateman
- Cycnoches warszewiczii Rchb.f.